# Адамастор

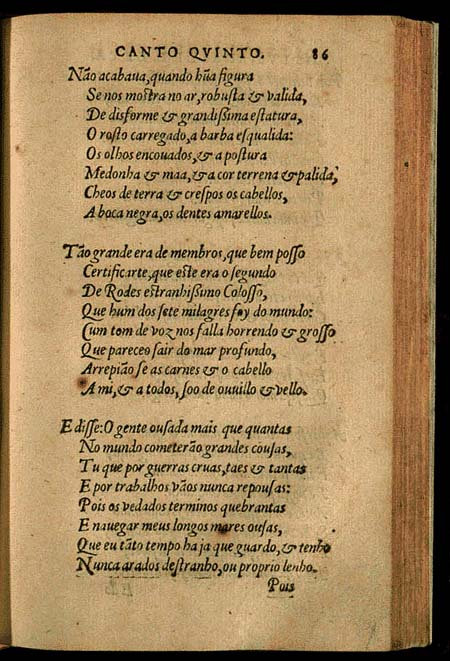
Страница издания «Лузиад» 1572 года, на которой описывается ужасный облик Адамастора.

Адамасто́р (порт. Adamastor) — мифический персонаж, гигант, выведенный Луисом Камоэнсом в песни пятой эпической поэмы «Лузиады» (1572 год).

## Адамастор Камоэнса
Адамастор предстаёт перед участниками экспедиции Васко да Гама (стих 37) в облике «чудища громадного», которое является из громадной чёрной тучи и грозит гибелью мореходам, вознамерившимся в поисках пути в Индию обогнуть Мыс Бурь и вторгнуться в подвластные гиганту воды Индийского океана.
Камоэнс наделяет Адамастора «биографией» и чертами гиганта древнегреческой мифологии: его персонаж — брат Бриарея, Энкелада и других восставших против Зевса сыновей Урана и Геи, которых Громовержец в наказание за бунтарство превратил в скалы, острова и ущелья в отдалённых частях Земли. Кроме того, Адамастор рассказывает португальцам о своей любви к морской нимфе Фетиде, жене Пелея и дочери Нерея и Дориды, которая коварно обманула «косматого великана».
В широком смысле Адамастор — сверхъестественное существо, олицетворяющее грозные стихии и препятствия, которые самоотверженно преодолевают португальские первопроходцы, которые в эпоху великих географических открытий.
«Неведомые волны рассекали,
Чтоб славу укрепить страны любимой».
В более узком смысле Адамастор — дух мыса Доброй Надежды.

## Происхождение имени «Адамастор»
Имена, созвучные «Адамастору», встречаются у Гомера и Вергилия. Так, в «Одиссее» в качестве одного из женихов, претендовавших на руку Пенелопы во время странствий Одиссея, выступает Агелай — «сын Дамасторов» (песнь двадцатая, стих 321; песнь двадцать вторая, стих 212), «Дамастора сын отважный» (песнь двадцать вторая, стих 241), «Дамасторов сын» (песнь двадцать вторая, стих 293). В «Энеиде» Ахеменид, один из спутников Одиссея, забытый в пещере циклопа Полифема, откуда его вызволил Эней, рассказывая о своём происхождении, говорит: «Адамаст, мой отец небогатый» (книга III, стих 614). Кроме того, имя Дамастор использует в «Гигантомахии» позднеантичный поэт Клавдиан. Тем не менее Иоанн Рависио Текстор (1480—1524) в своём труде Officina приписывает Клавдиану форму Адамастор. Имя Адамастор фигурирует также в одной из эпиталам Сидония Аполлинария.

## Адамастор как культурная реалия Португалии

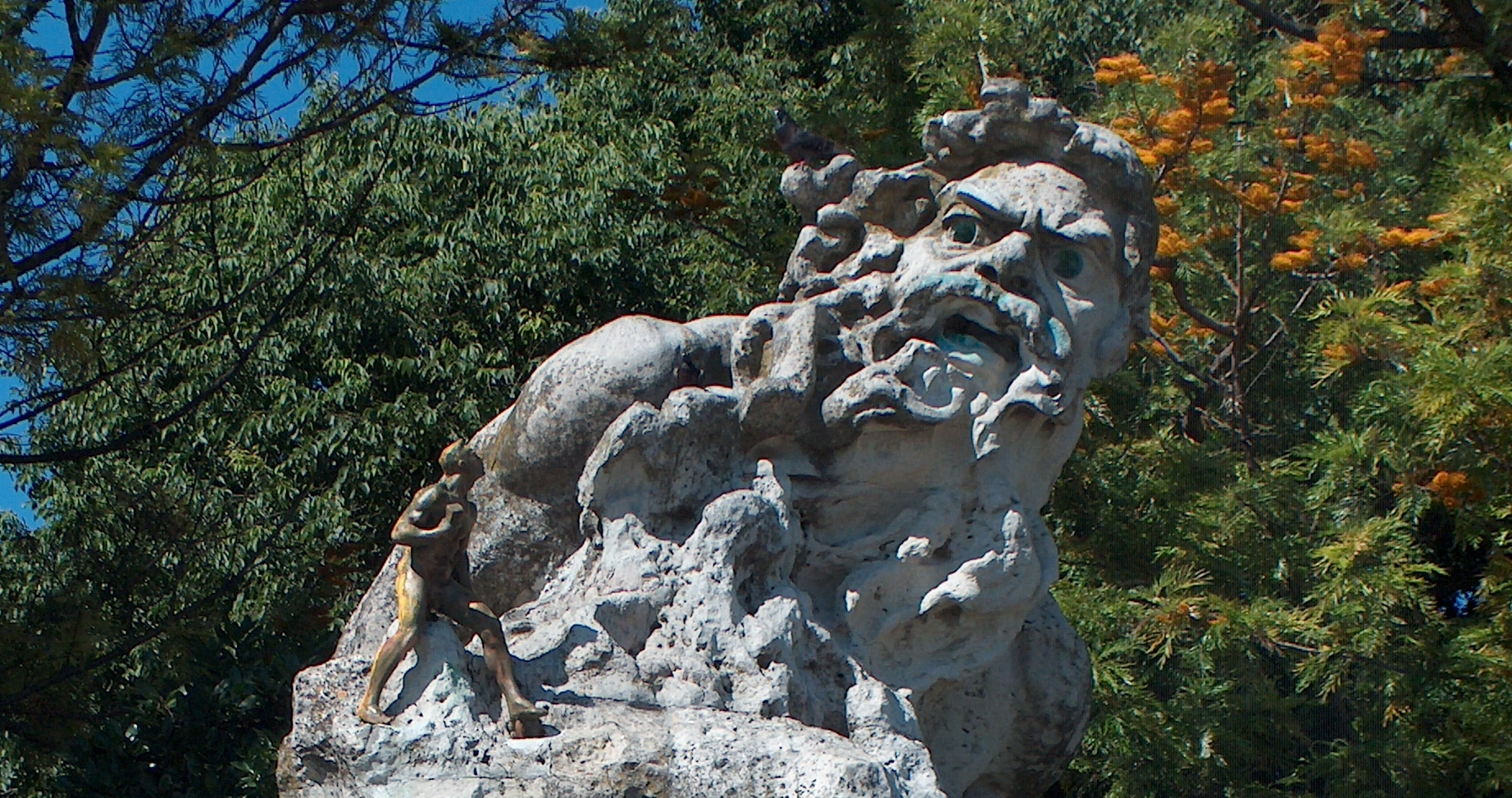
Скульптура «Адамастор» работы Жулиу Важа Жуниора (1927 год), находящаяся на смотровой площадке Санта Катарина в Лиссабоне

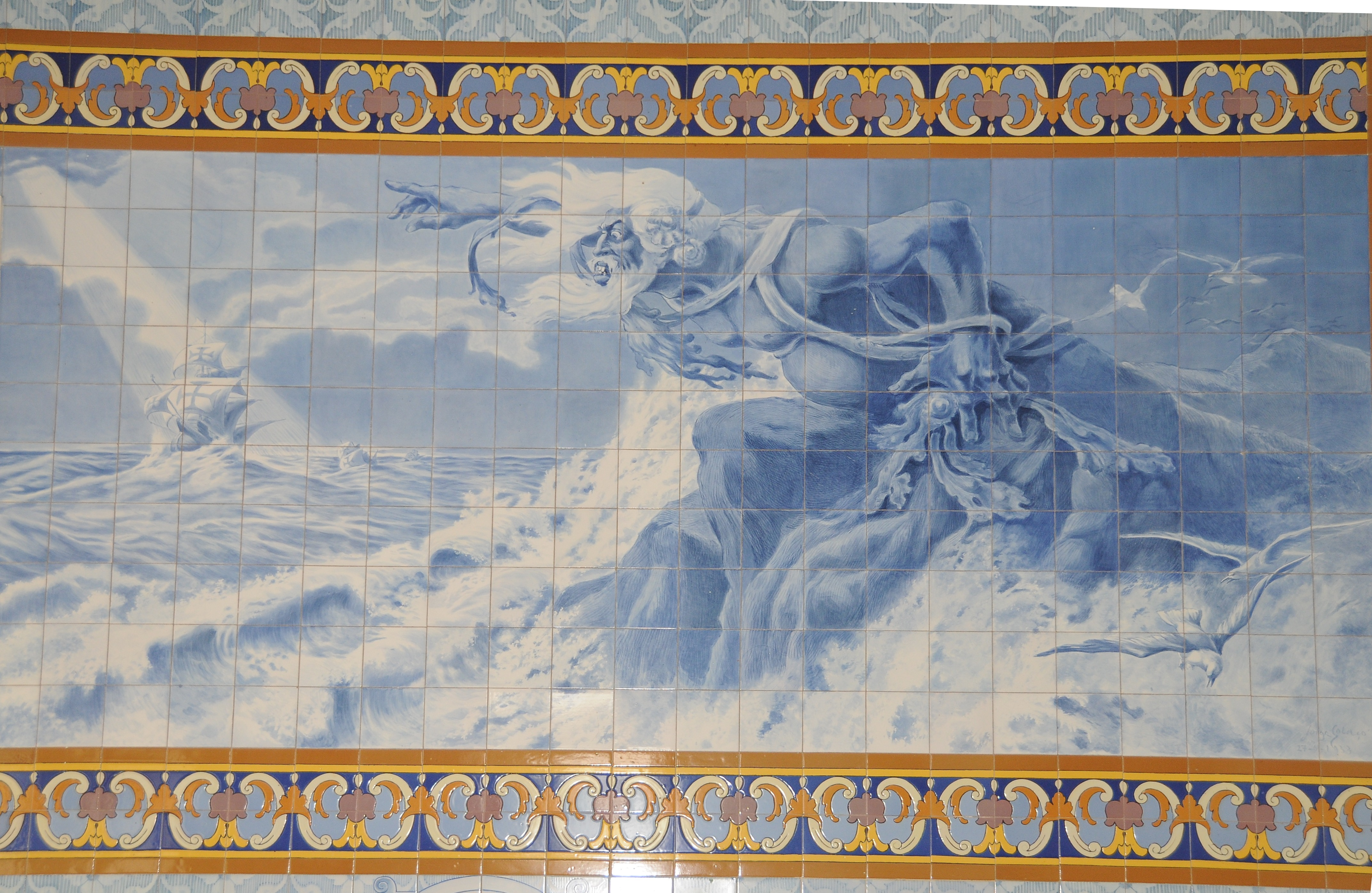
Изразцовое панно «Адамастор» работы (1933 год) Жоржи Коласу в культурном центре (бывшая школа) района Форжайнш

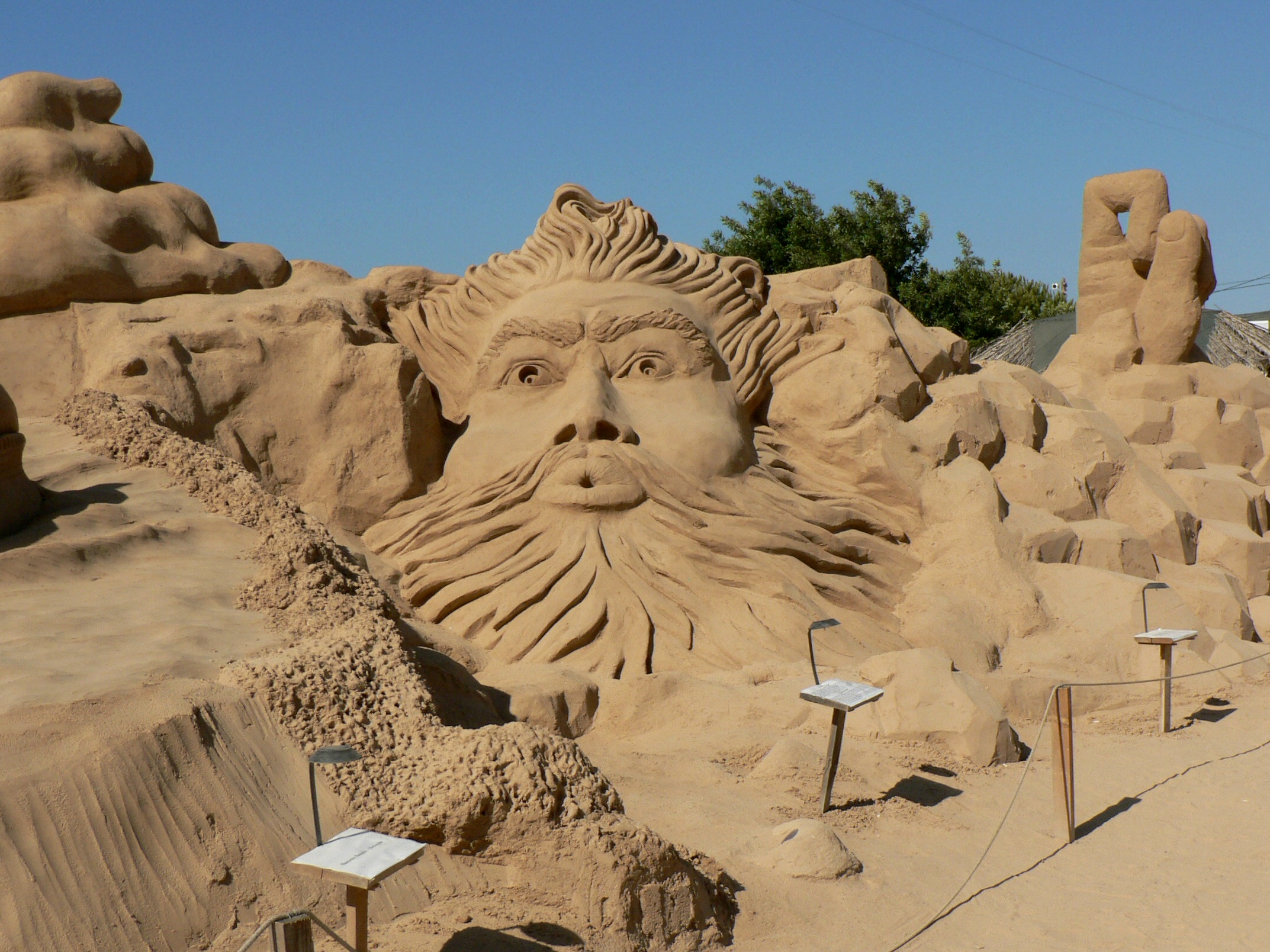
«Адамастор» — одна из работ, представленных на пятом Международном фестивале скульптур из песка в Алгарве (FIESA, 2007 год)

Пророчествам Адамастора посвящён сонет талантливого португальского поэта конца XVIII — начала XIX века Мануэла Бокажа.
10 июня 1927 года в Лиссабоне, на смотровой площадке Санта Катарина, расположенной на вершине одноимённой возвышенности, установлено мраморное изваяние Адамастора. Это одно из излюбленных мест встреч, откуда открывается великолепный вид на португальскую столицу, реку Тежу и мост имени 25 Апреля, получило в народе название «у Адамастора».
Португальский лауреат Нобелевской премии в области литературы Жозе Сарамаго неоднократно обращается к образу Адамастора и его скульптуре в романе «Год смерти Рикардо Рейса»,
посвящённом Фернандо Пессоа. Однако если грозный персонаж поэмы Камоэнса страшен и безобразен, то у Сарамаго лицо Адамастора искажено страданием: «…теперь окончательно ясно, что Луис де Камоэнс сильно преувеличил, живописуя его нахмуренное чело, неопрятную бороду, запавшие глаза —- ничего зловещего или пугающего нет в его облике, это гигантское чудовище терзается лишь любовными муками, плевать оно хотело, минуют португальцы вверенный его попечению мыс или нет».

## Адамастор в произведениях культуры других стран
Адамастор упоминается, в частности, следующими авторами:
- Франсуа Рабле:

«…Бриарей родил Порфириона,
Порфирион родил Адамастора,
Адамастор родил Антея…»
«Гаргантюа и Пантагрюэль» (книга вторая, глава I «О происхождении и древности рода великого Пантагрюэля»);
- Вольтером в трактате «Опыт об эпической поэзии» (Essai sur la poésie épique);
- Александром Дюма-отцом:

«До Монте-Кристо оставалось не больше пятнадцати миль, когда солнце начало спускаться за Корсику, горы которой высились справа, вздымая к небу свои мрачные зубцы; эта каменная громада, подобная гиганту Адамастору, угрожающе вырастала перед лодкой, постепенно заслоняя солнце…»
«Граф Монте-Кристо» (часть вторая, глава X «Италия. Синдбад-мореход»);
«И действительно, несколькими сильными взмахами, поднимаясь, как Адамастор, над бушующей стихией, он присоединился к своим»
«Двадцать лет спустя» (часть вторая, глава XXX «Портвейн (продолжение)»);
«Правда, нужно сказать, что всякий раз, как он, прогуливаясь, доходил до этой черты, ему там,словно бдительный страж, представал молодой человек примерно одного с ним возраста, в высокой чёрной шапочке с белым пером и фиолетовом плаще; с неподвижным взглядом, нахмуренный, он крепко сжимал рукой эфес шпаги и, казалось, объявлял, подобное великану Адамастору: «Дальше ты не пойдёшь - или будет буря!».
«Сорок пять» (часть вторая, глава XXV «Белое перо и красное перо»);
- Виктором Гюго:

«Предстань перед ним Адамастор, гамен, наверное, сказал бы: „Вот так чучело!“»
«Отверженные» (часть 3 «Мариус», книга первая «Париж, изучаемый по его атому», глава третья «Он не лишён привлекательности»);
- Роем Кемпбеллом в поэме «Адамастор» (1930 год);
- Андре Бринком: история Адамастора, переложенная южноафриканским писателем применительно к реалиям XX столетия, положена в основу романа «Первая жизнь Адамастора»[3] (1993 год);
- Малверном ван Виком Смитом — составителем антологии «Тени Адамастора»,[4] в которую вошло около полусотни поэтических произведений южноафриканских авторов на мотивы предания об Адамасторе, написанных в период с начала XIX века до наших дней;
- Джакомо Мейербером: в опере «Африканка» (L’Africaine, 1864—1865), посвящённой Васко да Гама, раб Нелуско, преднамеренно направляя корабль на гибель во время шторма, воспевает Адамастора.
- В романе Эдгара Аллана По «Повесть о приключениях Артура Гордона Пима» использован образ, схожий с Адамастором: в финале произведения из моря встает гигантская фигура. При этом, действие происходит в Антарктиде, омываемой водами Индийского океана и южных частей Атлантического и Тихого океанов, в то время как обитание Адамастора локализуется у Мыса Доброй Надежды, на границе Индийского океана и южной части Атлантического океана. Говард Филлипс Лавкрафт, в своей повести «Хребты безумия» ссылавшийся на «Повесть о приключениях Артура Гордона Пима», в другом своем произведении, «Зов Ктулху», использует образ стоящего в водах южной части Тихого океана гиганта Ктулху.